# Verger bruchina
Verger bruchina är en nattsländeart som först beskrevs av Luisa Eugenia Navas 1918.  Verger bruchina ingår i släktet Verger och familjen husmasknattsländor. Inga underarter finns listade i Catalogue of Life.